# Met zicht op zee
Met zicht op zee was een wekelijks praatprogramma op de Vlaamse Openbare Omroep, gepresenteerd door Carl Huybrechts. Het programma werd uitgezonden op BRT1 in de zomer van 1981.

## Concept
Het programma dankt zijn naam aan het feit dat elke aflevering opgenomen werd in een andere Vlaamse kuststad of -gemeente.  Elke week ontving Carl Huybrechts een panel van praatgasten rond een bepaald thema zoals gastronomie, lichaamscultuur, vakantieproblemen, jobstudenten, muziek, humor en film.
Een vaste gast in het programma was butler Jaak Pijpen die de praatgasten aankondigde, de drankjes serveerde en op het einde van elke aflevering een groepsfoto nam.
Naast muzikale intermezzo's werden de gasten ook elke week getrakteerd op een streekaperitief en een streekgerecht.

## Ontvangst en controverse
Het programma was geen succes, mede door de onervarenheid van de jonge Carl Huybrechts als gespreksleider.
De meest controversiële uitzending in de reeks is die van 20 augustus 1981 over het thema humor, waarin praatgasten Kurt Van Eeghem, Kamagurka, Urbanus en Jan De Smet het zodanig bont maakten dat het programma na 30 minuten stilgelegd moest worden. De resterende 20 minuten van die aflevering bestond uit een compilatie van de daaropvolgende chaos.